# ان‌جی‌سی ۵۷۷۵
ان‌جی‌سی ۵۷۷۵ (انگلیسی: NGC 5775) نام یک کهکشان در صورت فلکی دوشیزه است.